# Fiat Fiorino
Model Fiorino je malý dodávkový automobil italské firmy Fiat. Jednotlivé série vznikají úpravou jiných, menších automobilů, například první série byla založená na modelu Fiat 127. Vyrábí se od roku 1977 dodnes, částečně protože má ve své třídě největší nákladní prostor.

## Fiat Fiorino mk1 1977–1984

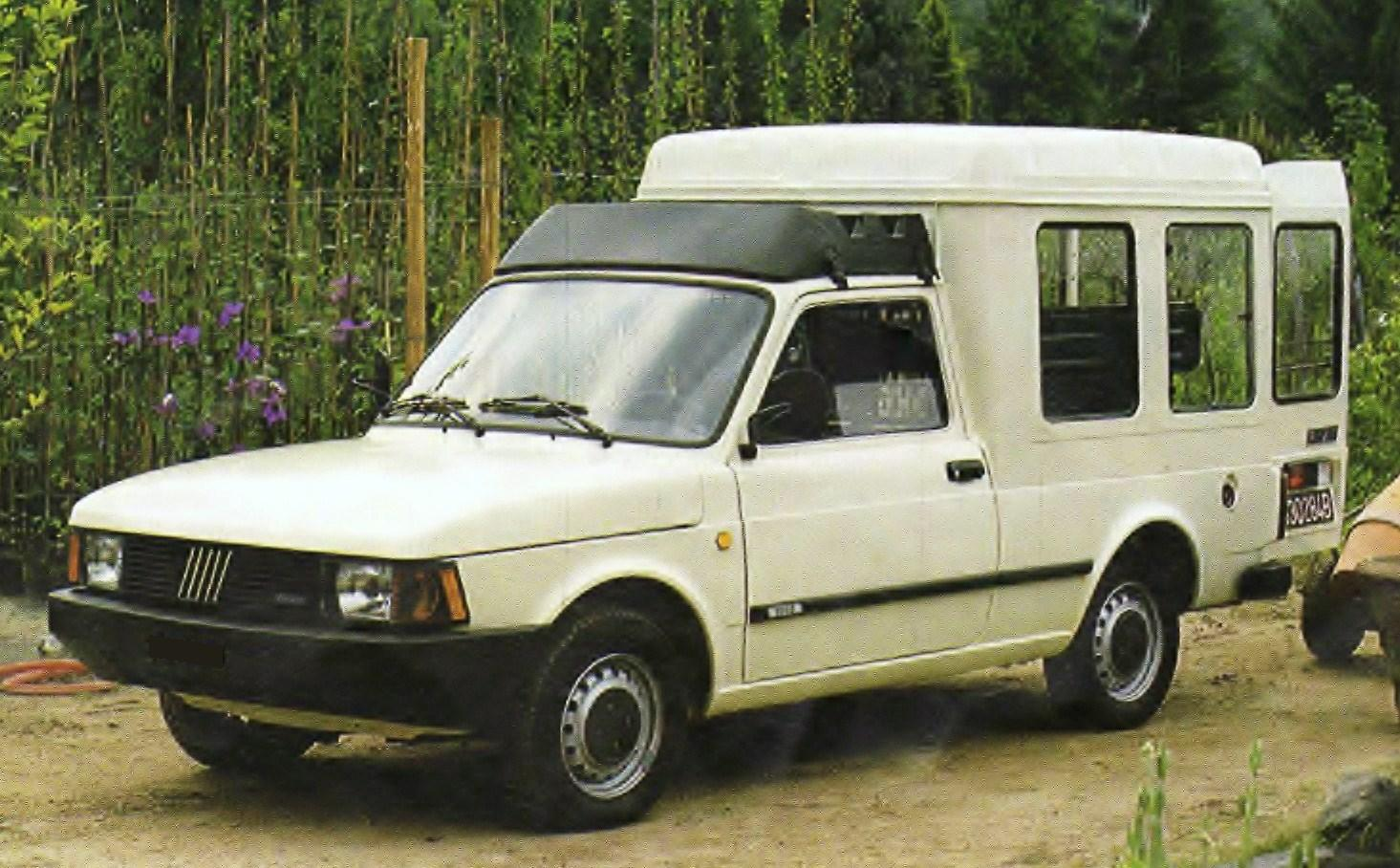
Fiat Fiorino první generace

První verze Fiatu Fiorino byla založena na 2. generaci „stosedmadvacítek“, jejichž zadní část byla opatřena „dodávkovým boxem“. Její výroba započala v roce 1977. Roku 1980 prodělala tato verze facelift. Fioriona používala stejné motory jako Fiat 127.

### Motory
- 903 cm³ benzinový
- 1050 cm³ benzinový
- 1300 cm³ naftový

## Fiat Fiorino mk2 1984–2003

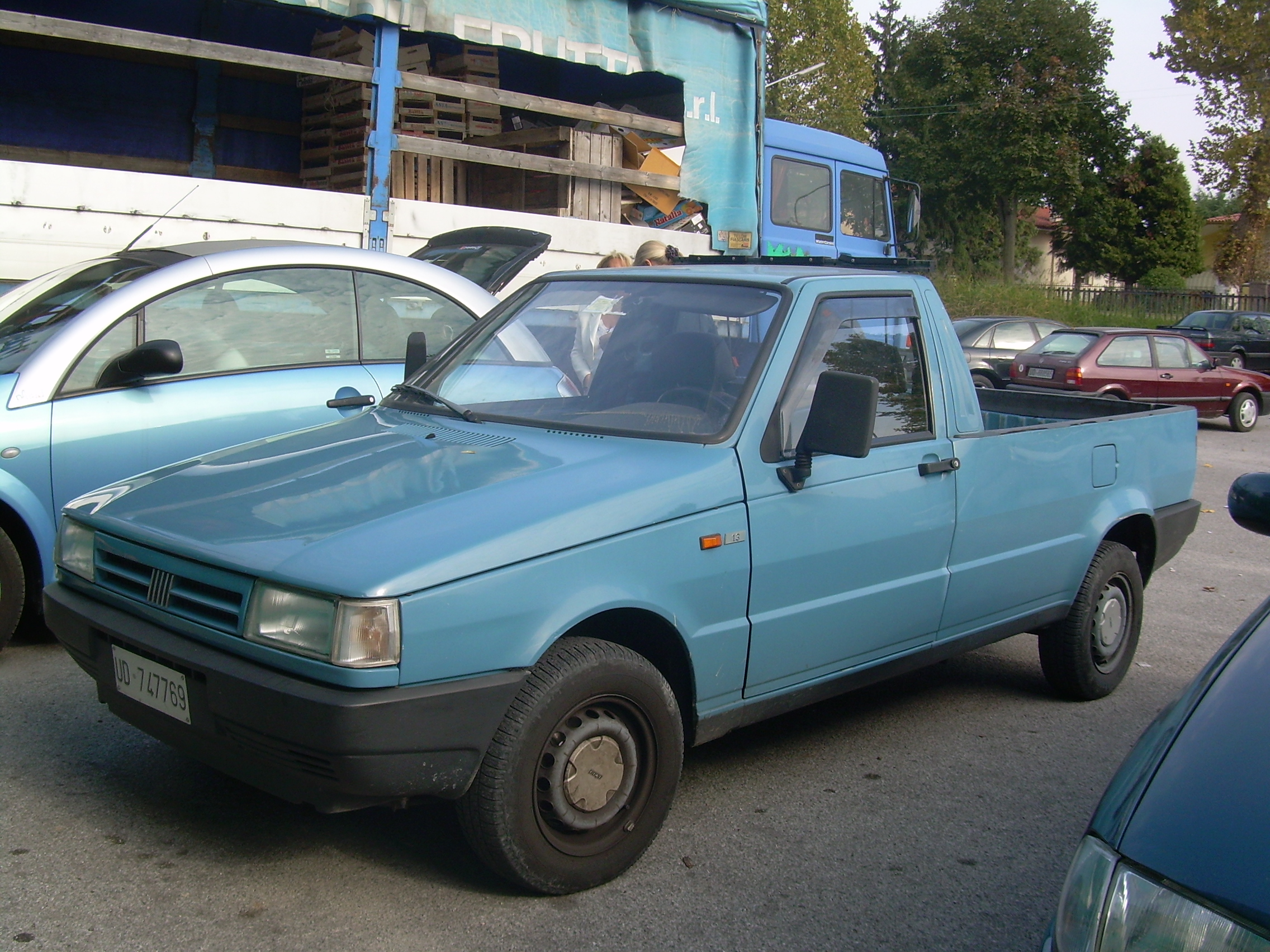
2. generace Fiatu Fiorino

V roce 1984 se na trhu objevila modernizovaná verze, jejímž základem byl Fiat Uno.

### Motory
- 1,0 LPG
- 1,4 benzinový
- 1,5 LPG (verze spi a mpi)
- 1,7 naftový

## Fiat Fiorino mk3 1994–dodnes
Poslední generace Fiatu Fiorino byla určena pro jihoamerický trh a jejím základem je vůz Fiat Mille. Motory, s nimiž je vůz v současné době dodáván, jsou 8ventilový 1.2 Fire a 1.7 Turbo Diesel s nepřímým vstřikováním. Tato verze je dosud v prodeji v Brazílii, v Argentině a v Chile.

### Motory
- 1.242 Fire benzinový
- 1.697 TD turbodiesel

## Fiat Fiorino mk4 2008–

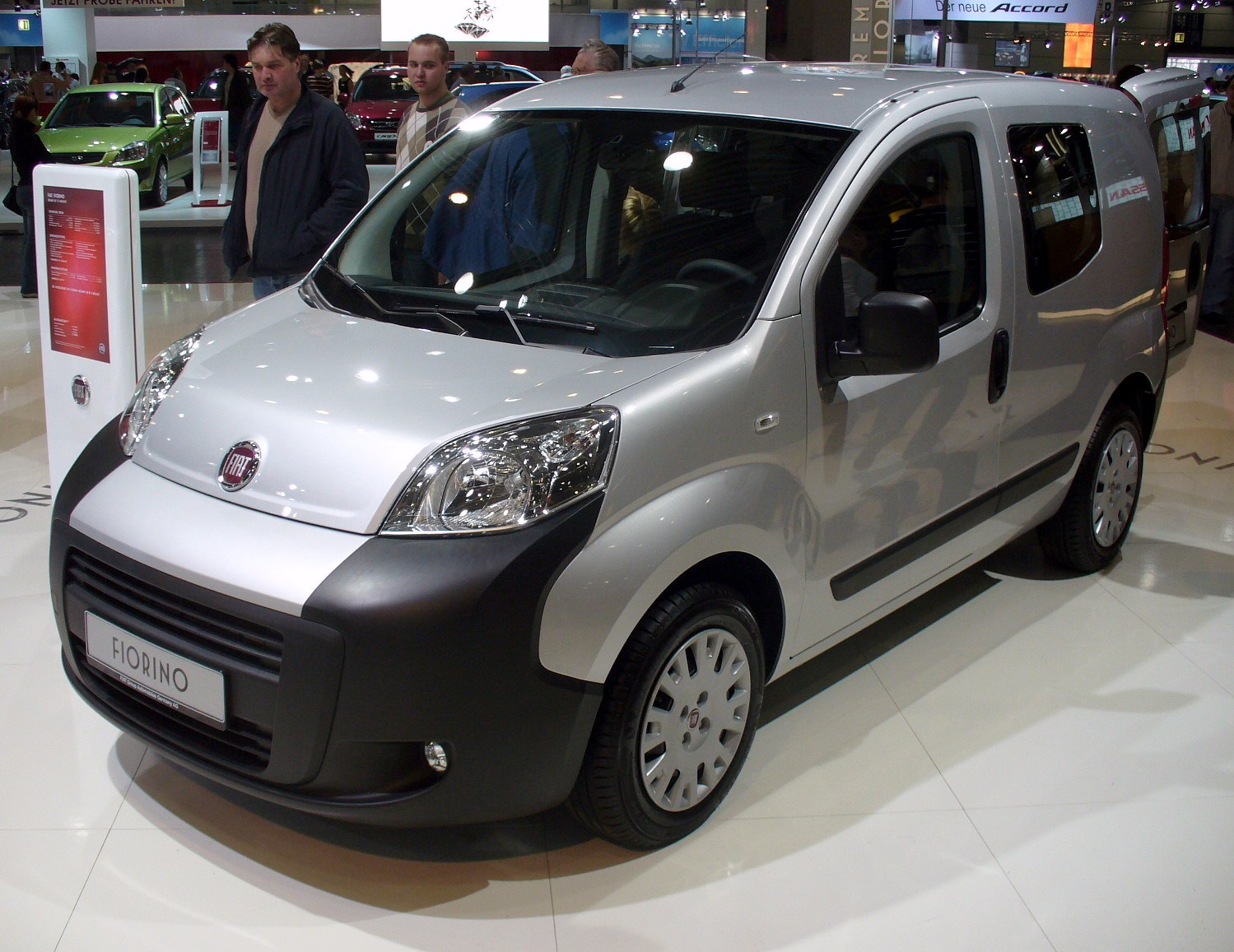
Nový Fiat Fiorino 2008

Fiat Fiorino Mk4 byl předveden v létě 2007 a do prodeje se dostal začátkem roku 2008. Má společnou architekturu s Citroënem Nemo a s Peugeotem Bipper (automobily Citroën a Peugeot byly vyráběny do roku 2017). Fiorino bylo vyvíjeno společně automobilkami Fiat, PSA Peugeot Citroën a Tofaş na platformě Fiatu Panda.
Tento projekt může být nahlížen jako průlom v historii turecké automobilky Tofaş. Vozy se montují v továrně v Burse.
Fiat představil osobní verzi tohoto vozu na Ženevském autosalonu v březnu 2008 pod označením Fiat Fiorino Qubo.

### Motory
- 1368 cm³ 8v
- 1248 cm³ 16v Multijet

Automatická převodovka původně 6Q, od roku 2012 opět jen 5Q.

## Fotogalerie

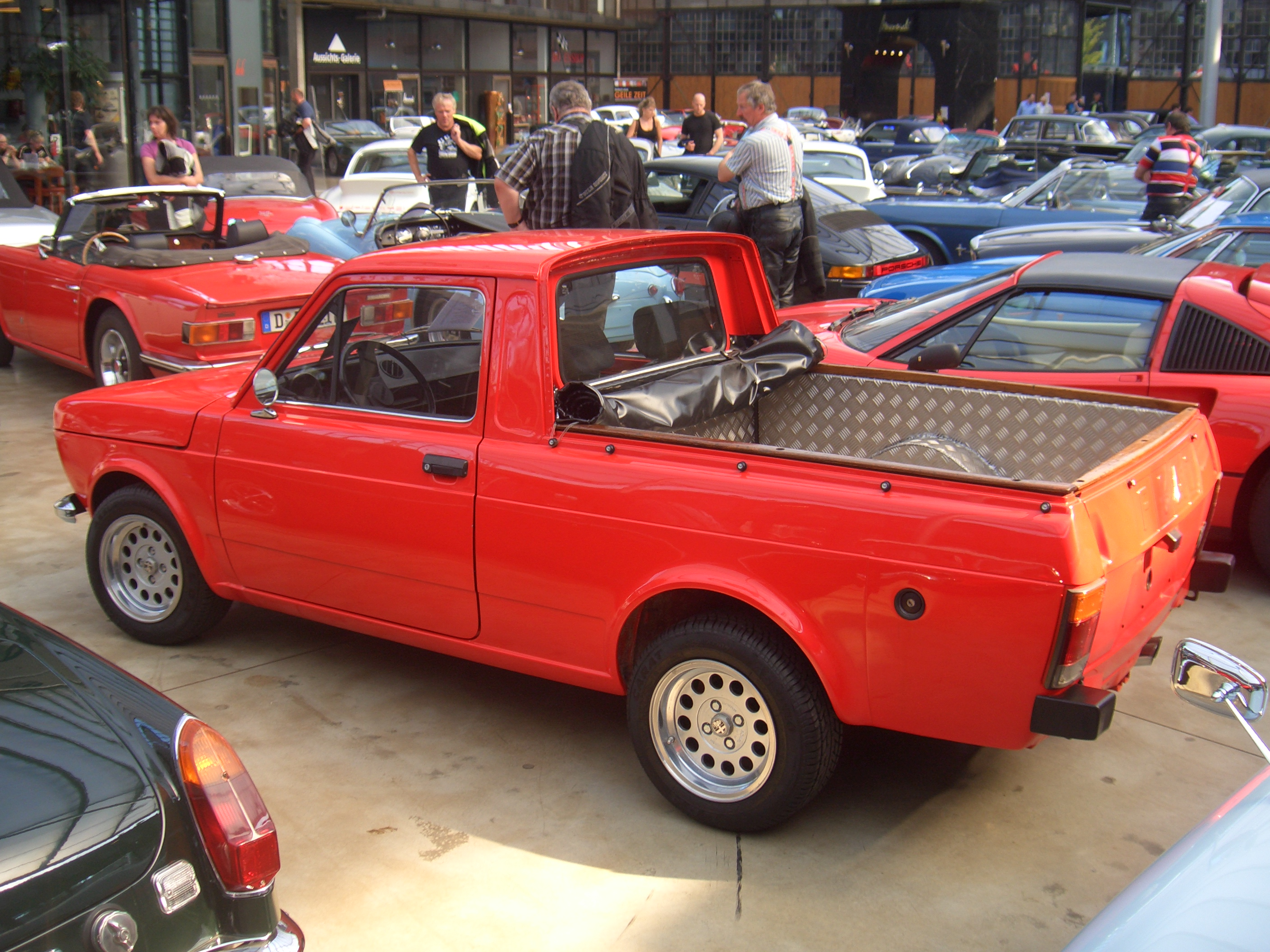
Fiat Fiorino Pickup (mk1) na Classic Remise, Duesseldorf, Německo
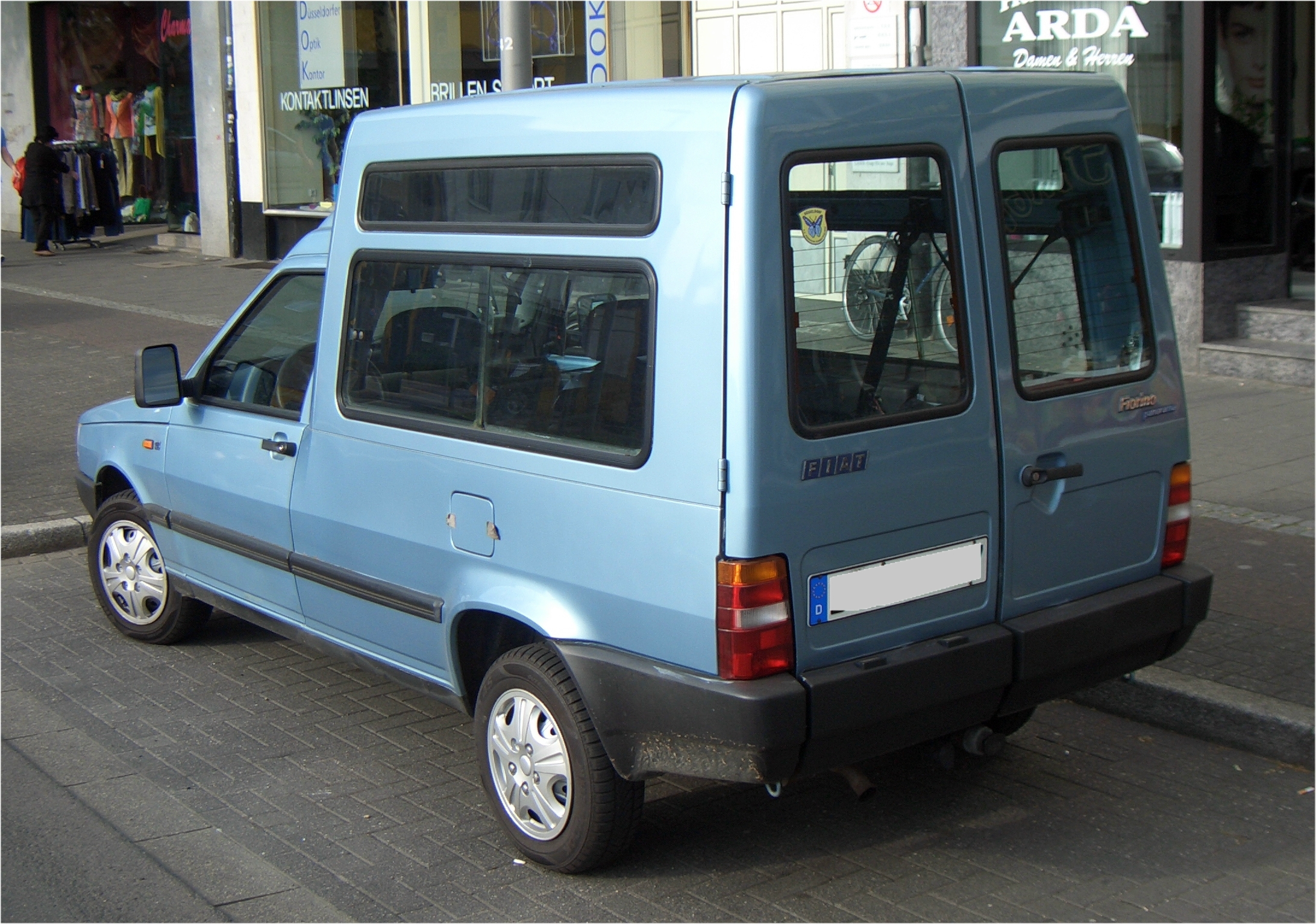
Fiat Fiorino Panorama (mk2: facelift 3)
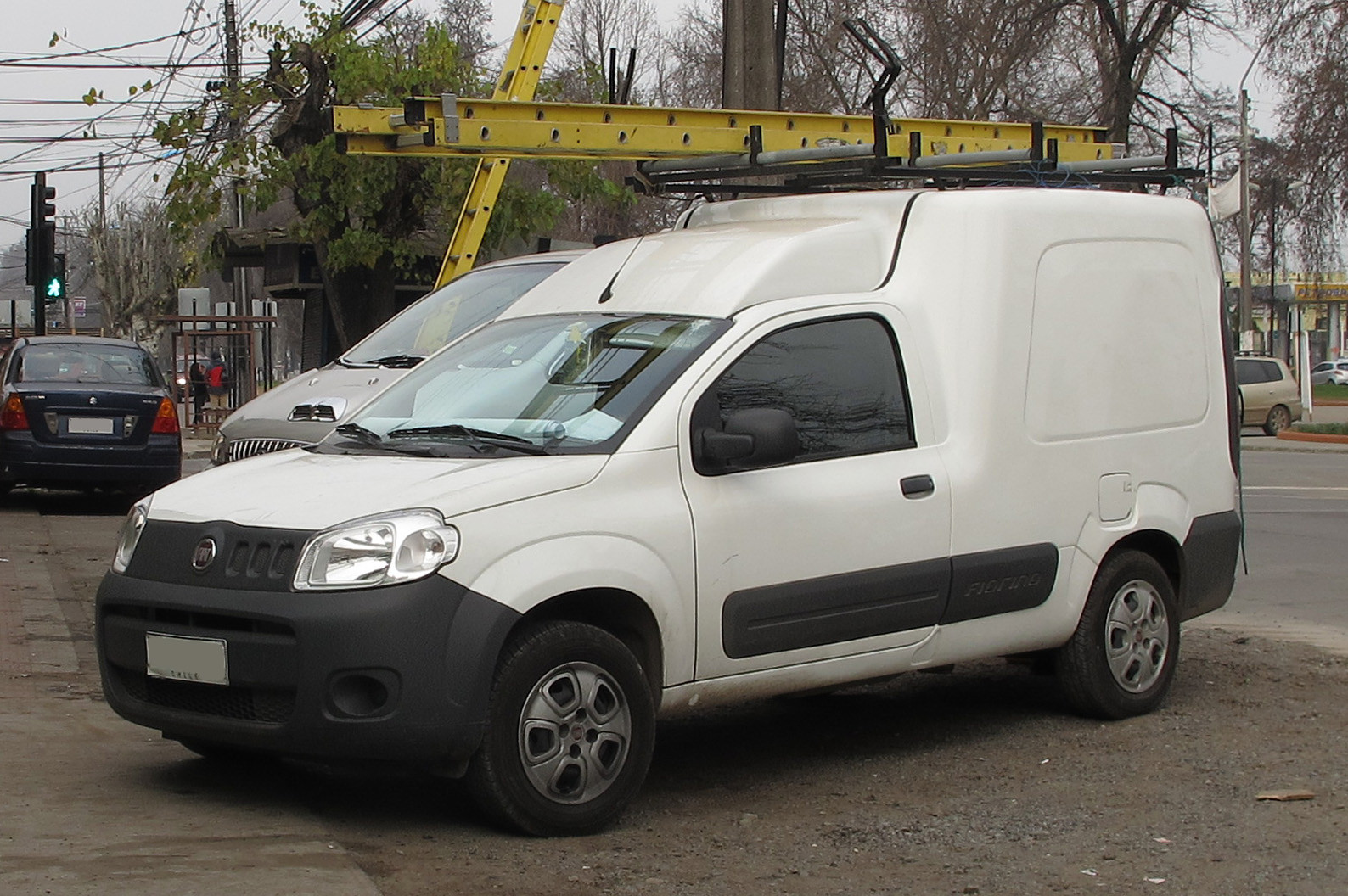
Fiat Fiorino 1.4 ELX 2014 (mk3: prodávané jen v Latinské Americe)
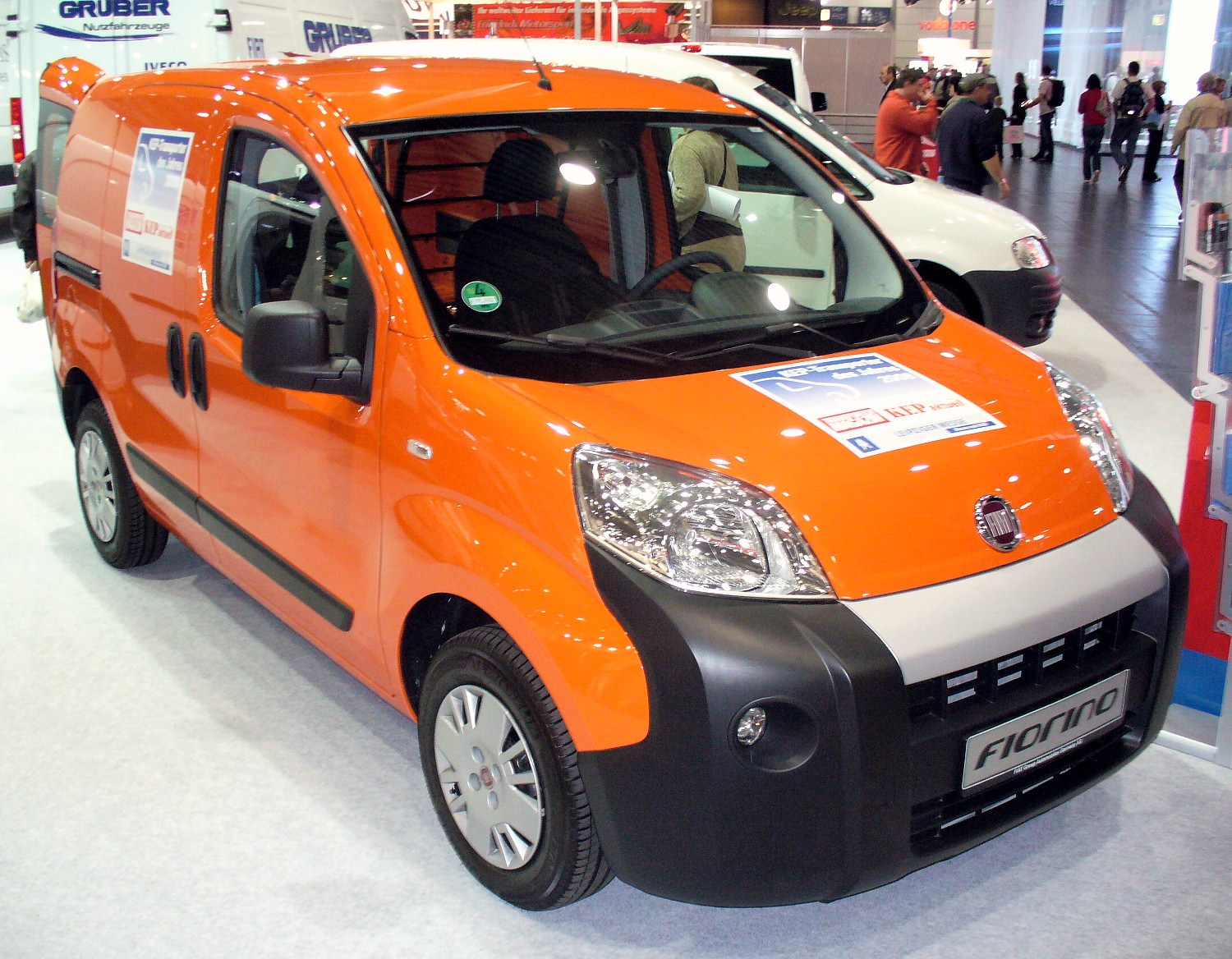
Fiat Fiorino (mk4)
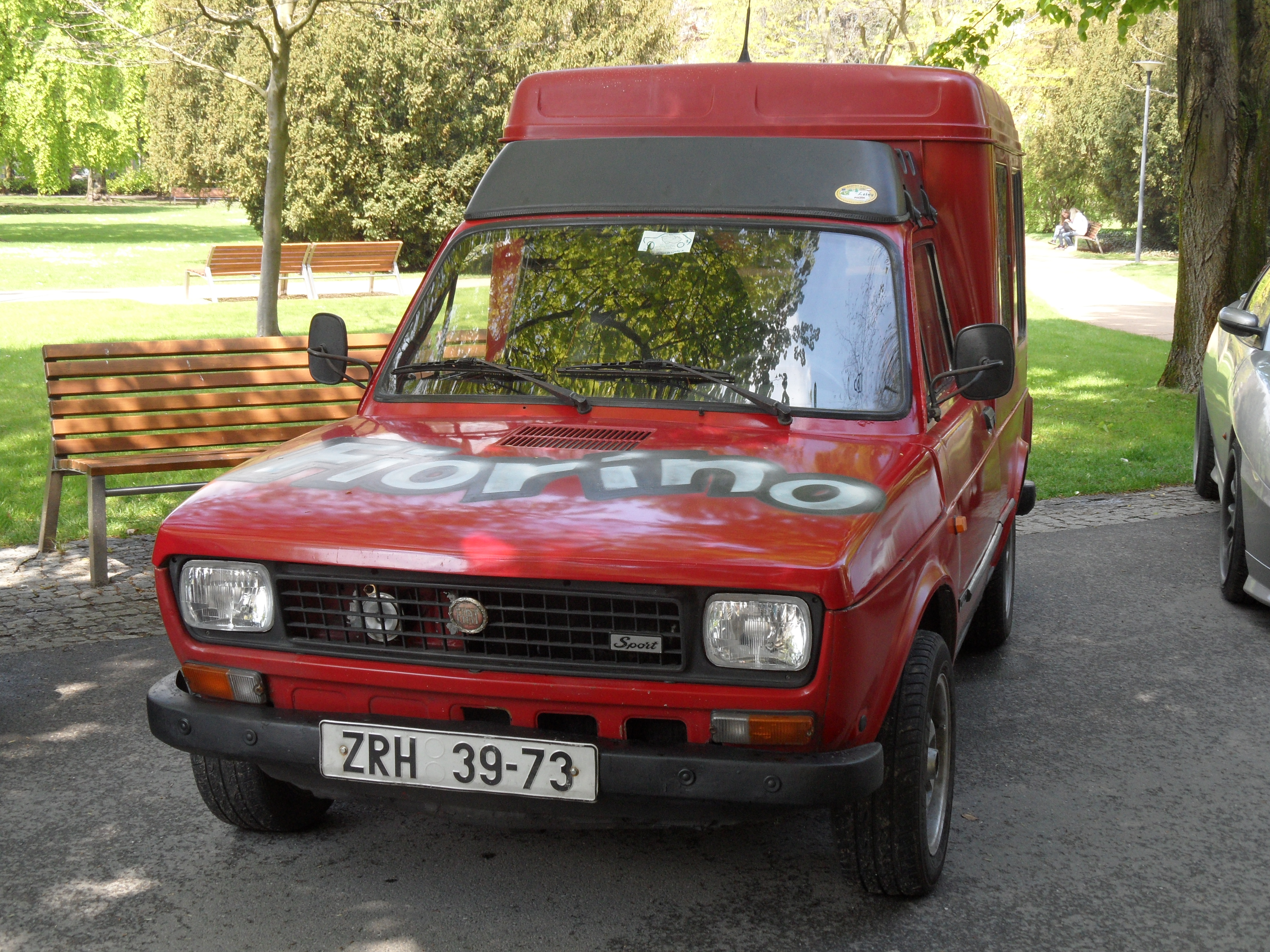
Fiat Fioriono (mk1) na Setkání italských vozů Poděbrady 2017
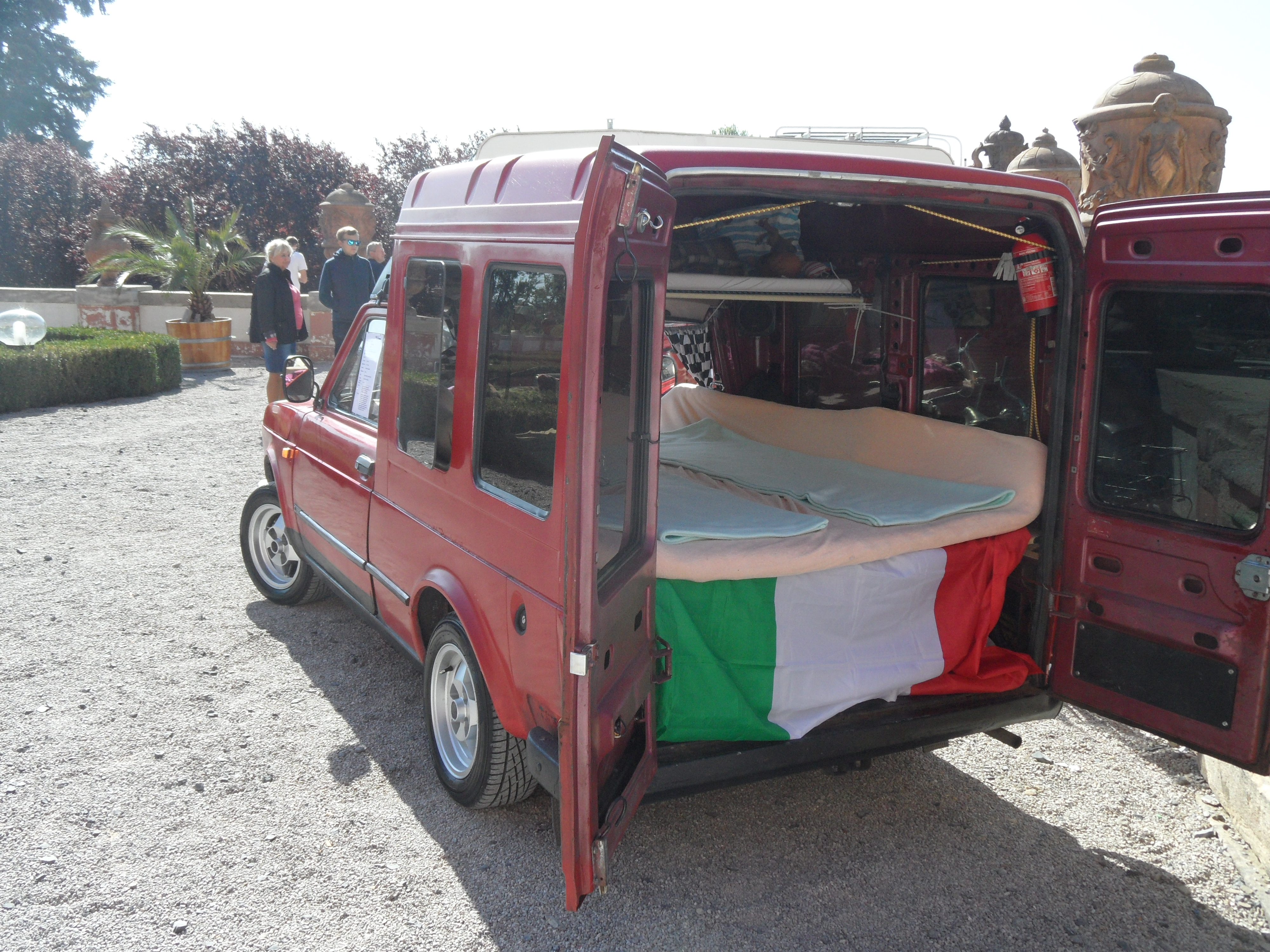
Kempingová úprava na 120 let FIAT